# Locatore
In diritto il locatore (o parte locatrice) è la parte contrattuale che concede un bene in locazione, in contrapposizione all'altra parte contrattuale, il locatario (o conduttore o parte conduttrice) ovvero colui che riceve questo bene. Il locatore rappresenta quindi il soggetto che mette a disposizione l'immobile.
Il termine "locatore" deriva dal latino locator - oris ed indica colui il quale si obbliga a fare utilizzare, godere, ad un altro soggetto un bene per un dato tempo, in cambio di un determinato corrispettivo (art. 1571 cod.civ.); viene altresì utilizzato nelle opere, per cui una parte si obbliga nei confronti del locatario a svolgere un lavoro, opera o servizio in cambio di un corrispettivo (art. 1570 cod.civ.).